# 浅井乡
浅井乡是中国河南省许昌市禹州市下辖的一个乡。扒村窑址位于浅井乡的扒村。

## 行政区划
浅井乡下辖：浅井村、张地村、书堂村、土门口村、北董庄村、陈垌村、马沟村、横山村、散驾村、朱楼村、小韩村、张村、庙村、扒村、麻地川村、张垌村、大鸿寨村、魏家门村、王家门村、范家庄村、梁冲村、大冀庄村、二郎庙村、寨门李村。